# Глагол в русском языке
О глаголе как части речи в языках мира см. статью «Глагол».
Глаго́л — часть речи в русском языке, описывающая действие или состояние предметов.

## Инфинитив
В современном русском языке начальной (словарной) формой глагола является инфинитив, иначе называемый неопределённой формой (по старой терминологии — неопределённым наклонением) глагола. Он образуется посредством суффикса -ть (после корней на согласные часто -ти (например, «идти»); с корнями на г и к сливается, давая -чь). У глагола в начальной форме невозможно определить ни одного из признаков глагола за исключением вида, спряжения, переходности и возвратности (постоянных морфологических признаков). Инфинитив может использоваться в предложении в качестве сказуемого, подлежащего и может быть второстепенным членом.

## Признаки глаголов
В русском языке у глаголов имеются следующие признаки:
- лицо;
- число;
- время;
- наклонение;
- вид;
- род;
- залог;
- спряжение;
- возвратность.

### Наклонение
| Инфинитив | Изъявительное | Условное (сослагательное) | Повелительное |
| --------- | ------------- | ------------------------- | ------------- |
| работать  | работаю       | работал бы                | работай       |
| писать    | пишу          | писал бы                  | пиши          |
| делать    | делаю         | делал бы                  | делай         |

Глаголы в изъявительном наклонении описывают действия, которые происходят, происходили или будут происходить на самом деле. Глаголы в изъявительном наклонении изменяются по временам. В настоящем и будущем времени гласная конца основы неопределенной формы иногда отсекается, например: видеть — вижу. В изъявительном наклонении глаголы несовершенного вида имеют три времени: настоящее, прошедшее и будущее сложное, а глаголы совершенного вида — два времени: прошедшее и будущее простое.
Глаголы в условном (сослагательном) наклонении обозначают действия, желаемые или возможные при определенных условиях. Условное наклонение глагола образуется от основы неопределенной формы глагола при помощи суффикса -л- и частицы бы (б). Эта частица может стоять после глагола и перед ним, может быть отделена от глагола другими словами. Глаголы в условном наклонении изменяются по числам и в единственном числе — по родам.
Глаголы в повелительном наклонении выражают побуждение к действию, приказ, просьбу. Они употребляются обычно в форме 2-го лица, не изменяются по временам. Формы повелительного наклонения образуются от основы настоящего или будущего простого времени с помощью суффикса -и- или нулевого суффикса. Глаголы в повелительном наклонении в единственном числе имеют нулевое окончание, а во множественном — -те. Иногда к глаголам повелительного наклонения прибавляется частица -ка (например, почитай-ка), которая несколько смягчает приказание.

### Вид глагола
Несоверше́нный вид обозначает действие в его течении, без указания на границу действия (отвечает на вопрос «что делать?») (рисовать, петь).
Соверше́нный вид обозначает действие, ограниченное пределом (отвечает на вопрос «что сделать?») (нарисовать, спеть).
Существуют глаголы, не имеющие парных форм другого вида:
- принадлежать, разгуливать (только несовершенный вид);
- грянуть, очутиться (только совершенный вид).

Имеются глаголы, совмещающие значение несовершенного и совершенного вида — двувидовые глаголы (велеть, обещать, ранить, казнить, многие глаголы на -ировать).

### Род глагола
Род глагола, как и у имён существительных, может быть мужским, женским или средним. Глагол проявляет признак рода только в прошедшем времени, род глагола определяется по окончанию (делал, делала, делало).

### Залог глагола
Залог глагола может быть действительным или страдательным. Действительный залог употребляется, когда описываемый объект совершает действие (например: «Ученик читает книгу»). Страдательный залог употребляется, когда действие совершается над объектом («Книга читается учеником»).

## Спряжения глаголов
Спряжение — это изменение глаголов в настоящем и будущем простом времени по лицам и числам (аналогично склонению для имен существительных). Спряжениями (спряжение как категория) также называются группы глаголов, окончания которых при изменениях в настоящем и будущем простом времени по лицам и числам меняются одинаково. Спряжение не считается «грамматическим признаком» глагола.

### Регулярные спряжения
Существуют два спряжения (две категории глаголов) — первое и второе.
Определяют спряжение следующим образом — если у глагола в форме 3-го лица множественного числа ударное окончание -ут, -ют, то это глагол первого спряжения. Если же ударное окончание -ат, -ят, то это глагол второго спряжения. Только в случае, если окончания 3-го лица множественного числа безударны, применяют следующий приём (он не действенен для глаголов с упомянутыми ударными окончаниями). Ко второму спряжению относятся те глаголы с безударным личным окончанием, у которых:
- инфинитив оканчивается на -ить (возить, пилить, тратить и др.), кроме глаголов брить, стелить, редко встречающихся глаголов зиждиться («основываться, строиться») и зыбиться («колебаться, качаться, покрываться зыбью»)[3];
- глаголы-исключения, у которых инфинитив оканчивается на -еть (смотреть, видеть, терпеть, ненавидеть, обидеть, зависеть, вертеть) и на -ать (гнать, держать, слышать, дышать).

Все остальные глаголы с безударными личными окончаниями относятся к первому спряжению.
Приставочные глаголы, образованные от бесприставочных, относятся к тому же типу спряжения, что и бесприставочные (гнать — догнать — перегнать — выгнать и т. д. — второе спряжение). Глаголы с -ся (-сь) относятся к тому же типу спряжения, что и без -ся (-сь) (гнать — гнаться — второе спряжение). Спряжение — это постоянный признак глагола.

### Нерегулярные спряжения
В русском языке есть и разноспрягаемые глаголы, у которых одни формы образуются по первому спряжению, а другие — по второму. К ним относятся:
- бежать, который имеет все формы, как у глаголов второго спряжения (бежишь — бежит — бежим — бежите), кроме 1-го лица единственного числа — бегу и 3-го лица множественного числа — бегут (по первому спряжению);
- хотеть, который имеет формы единственного числа (хочу — хочешь — хочет) по первому спряжению, множественного числа (хотим — хотите — хотят) — по второму спряжению;
- чтить — изменяется по второму спряжению (чтишь — чтит — чтим — чтите), кроме 1-го лица единственного числа — чту и 3-го лица множественного числа (чтут), хотя есть и форма чтят, которая в XXI веке употребляется реже, чем чтут;
- брезжить («рассветать, чуть светиться») — имеет все формы, как у глаголов второго спряжения (брезжу — брезжишь — брезжит — брезжим — брезжите), кроме 3-го лица множественного числа — брезжут (по первому спряжению). В первом и втором лицах употребляется крайне редко.

Нехарактерную для глаголов первого и второго спряжений систему окончаний (архаическую) имеют глаголы есть, надоесть, дать, создать, быть (и их приставочные производные: переесть, заесть, сдать, отдать, предать, воссоздать и др.).
Глагол быть также имеет особенности. Спряжение его (есмь — еси — есть — есмы — есте — суть) в современном русском языке практически не используется. Используется глагол есть (глагол 3-го лица, единственного числа по древнему спряжению) для всех форм глагола быть в настоящем времени. Древнерусская форма второго лица единственного числа еси сохранилась как архаизм в былинах в составе устойчивого выражения гой еси (будь здоров). В книжном стиле иногда используется форма 3-го лица множественного числа суть. Будущее же время образуется от другого корня: буду — будешь — будет — будем — будете — будут.
Глаголы спрягаются (изменяются по лицам и числам) только в настоящем и будущем времени. Причем если форма будущего времени сложная (у глаголов несовершенного вида), то спрягается только вспомогательный глагол быть, а основной глагол находится в инфинитиве. Глаголы в прошедшем времени не спрягаются (не изменяются по лицам), однако изменяются по родам и числам: он взял, она взяла́, оно взяло, они взяли.
Не все глаголы обладают полным набором личных форм в парадигме спряжения. Существуют так называемые недостаточные глаголы (англ. defective verb), у которых некоторые формы отсутствуют. Так, у глагола победить не употребляется (в связи с затруднениями при её образовании) форма 1-го лица единственного числа будущего времени: вместо я побежу используется оборот я одержу победу.
Также, существуют, наоборот, изобилующие глаголы — глаголы, имеющие двойные формы для большинства форм. В русском языке один вариант обычно с чередованием, а другой — без (полоскать: полоскает — полощет; кудахтать: кудахтает — кудахчет). Между теми и другими формами существует стилистическое, а для некоторых глаголов и смысловое различие. Например, брызгать: брызгает («спрыскивает, окропляет») — брызжет («разлетается каплями, разбрасывает капли, сыплет брызгами»), двигать — двигает («перемещает, толкая или таща что-либо», «шевелит», «заставляет идти вперёд», «содействует развитию чего-либо») — движет («приводит в движение, в действие»).
Существуют также безличные глаголы, выражающие действия и состояния, протекающие сами по себе, без их производителя (вечереет, знобит, рассветает, смеркается). Парадигма спряжения этих глаголов также неполная — в ней присутствуют только формы 3-го лица единственного числа среднего рода, — но по причинам не словообразовательным, а семантическим.